# Trio Aurora
Il Trio Aurora è stato un trio vocale femminile italiano, attivo negli anni quaranta e cinquanta.

## Storia
Esso nacque per iniziativa dell'EIAR, sulla scia del successo ottenuto in quegli anni dal Trio Lescano; come quest'ultimo era composto da tre cantanti: Lidia Martorana, Claudia dell'Aglio e Pina D'Adduzio.
Le tre componenti, scelte personalmente dal maestro Carlo Prato (già scopritore delle Lescano), erano molto giovani all'inizio della loro carriera (1941), poco più che bambine. Esse incominciarono ad esibirsi subito con brani propri (come la canzone Corri cavallino), ma anche a fianco di grandi solisti come Ernesto Bonino, Natalino Otto e Nella Colombo (si vedano le canzoni Genovesina, Canto nella valle e Come ti chiami).
Con alcune modifiche, il trio fu l'unico, di tutti quelli formatisi sulla scia delle Lescano, a sopravvivere dopo la guerra; inoltre, a partire dal 1946, Lidia Martorana riuscì a proseguire la sua carriera come solista, incidendo brani famosi come Amore baciami.
A sostituire Lidia Martorana, entrò a far parte del Trio Santina Della Ferrera, componente dell'ormai sciolto Quartetto Stars.

## Discografia (parziale)
- 1941 - Come ti chiami (Di Ceglie - Testoni) [con Ernesto Bonino] orch. Cetra, dir. Barzizza (Cetra DC 4011)
- 1941 - Fragile (Seracini - Morbelli) [con Alberto Rabagliati] orch. Cetra, dir. Barzizza (Cetra DC 4088)
- 1942 - Mille difetti (Rolando) [con Ernesto Bonino] orch. Cetra, dir. Barzizza (Cetra DC 4094)
- 1942 - Genovesina bella (Dolani - Tettoni) [con Ernesto Bonino] ritmo mod. / Il piccolo naviglio (D'anzi) [con Ernesto Bonino] orch. Cetra, dir. Barizza (Cetra DC 4100)
- 1942 - Graziella (De Santis - Ferrari) [con Alberto Rabagliati] ritmo all. / Ogni mattina (D'Anzi)  mod. [canta Alberto Rabagliati] - orch. Cetra, dir. Barzizza (Cetra DC 4106)
- 1942 - Giorni felici (Bixio - Nisa) valzer [con Lilia Silvi] orch. Cetra dir. da P. Barzizza / La maestra se ne va (Rota) ritmo mod. [canta Claretta Gelli] orch. dell'EIAR, dir. C. Gallino (Cetra DC 4155)
- 1942 - Quando suona la fisarmonica (Ferrario - Tessadino) ritmo all. [con Ernesto Bonino] orch. Cetra, dir. Barzizza (Cetra DC 4182)
- 1943 - Corri corri cavallino (Severin - Gierre) chit. solista, A. Tonini (Cetra DC 4228)
- 1943 - Tra i glicini in fior (Bonfanti - Mari) rumba [con Ernesto Bonino] / Casa chiusa (Ravasini - Natili) [canta Ernesto Bonino] - orch. Cetra, dir. Barzizza (Cetra DC 4234)
- 1943 - Lo disse il nonno (Ferrari - De Ceglie) ritmo all. / Sogno d'amore (Liszt - trascr. Ferrari) ritmo all. - orch. Cetra, dir. Barzizza (Cetra DC 4242)
- 1943 - Il giardino dell'oblio (Faliano) orch. Barzizza (Cetra DC 4291)
- 1943 - C'è un fantasma nel castello (Militello - Age) [con Silvana Fioresi] / Suona la banda (Pasero - Notti) - orch. Barzizza (Cetra DD 10044)
- 1943 - Suona la banda (Ferri - Sopranzi) [con Ernesto Bonino] orch. Barzizza (Cetra DD 10067)
- 1943 - Leggenda di Rosaspina (Pagano - Cherubini) lento [con Silvano Lalli] orch. Cetra, dir. Barzizza (Cetra DD 10069)
- 1943 - La vecchierella e l'orco (D'Anzi - Palermo) [con Trio vocale maschile] ritmo mod. - orch. Angelini (Cetra C 8081)
- 1943 - Ma l'amore no (D'Anzi - Galdieri) lento [con Alberto Rabagliati] / Ada (Barzizza - Morbelli) [canta Alberto Rabagliati] - orch. Cetra, dir. Barzizza (Cetra AA 338)
- 1943 - Tu piccola regina (Bracchi - D'anzi) [con Alberto Rabagliati] orch. Cetra, dir. Barzizza (Cetra AA 343)
- 1955 - Ci ciu ci... (Cantava un usignol) (Minoretti - Seracini) [con Natalino Otto] / Canto nella valle (Panzeri - Fusco) [con Natalino Otto] - sestetto Azzurro Semprini (Fonit, 14820)
- 1955 - Era un omino (piccino... piccino) (Paolillo) [con Natalino Otto] / Il primo viaggio (Sargon)  [con Natalino Otto] - Sestetto Azzurro Semprini (Fonit 14821)
- 1955 - Il torrente (Bertini - Ravasini) [con Giacomo Rondinella] / Non penserò che a te (Minasi - Poggiali - Taddei) [canta Natalino Otto] - Semprini e il suo Sestetto Azzurro (Fonit, 14825)(Fonit, 14825)
- 1955 - Zucchero e pepe (Mascheroni - Biri - Capece) [con Giacomo Rondinella] Sestetto Azzurro Semprini (Fonit 14826)
- 1956 - Maometto e la montagna (Donida - Testoni) mod. [con Nuccia Bongiovanni] / I' te vurria cu mme (Ferrero - Petrosilli) [canta Nuccia Bongiovanni] - orch. F. Ferrari (Cetra DC 6452)
- 1956 - Così così così [Again, again, again] (Ahlert - Testoni) [con Marisa Colomber] valzer - orch. Ferrari (Cetra DC 6457)
- 1956 - A ting a ling (Green - Ardo) canz. swing [con Claudio Bernardini] / Madame, madame (Bernard - Spiker) [canta Claudio Bernardini] - orch. F. Ferrari (Cetra DC 6458)
- 1957 - La campanella (di Lazzaro - Rastelli) ritmo mod. [con Carlo Pierangeli] / Promesse di sempre e di mai (Mascheroni - Testoni) [canta Marisa Colomber] orch. F. Ferrari (Cetra DC 6504)
- 1957 - Tre violette (Fragna - Rastelli) mod. [con Marisa Colomber e Carlo Pierangeli] / La mia croce [Les Croix] (Becaud - Bertini) [canta Marisa Colomber] - orch. F. Ferrari (Cetra DC 6507)
- 1957 - Ninna nanna (a mamma mia) (Valli - Moreno) slow mod. [con Rino Palombo] / Ma che guaglione (Capotosti - De Lorenzo) [canta Rino Palombo] orch. Ferrari (Cetra DC 6813)
- 1957 - Sincerely (Fuqua - freed - Abbate - Testoni) mod. swing [con Carlo Pierangeli]  / La più bella del mondo (Marini) [con Carlo Pierangeli] - compl. G. Armand (Columbia CQ 3451)
- 1957 - Piemontesina (Raimondo - Frati) valzer pop. [con Carlo Pierangeli] / Buondì mia Turin (Concina - Cherubini) [con Carlo Pierangeli] fox mod. in piemontese - compl. G. Armand (Columbia CQ 3455)
- 1957 - Straniero tra gli angeli (Wright - Forrest - Pallesi) [con Carlo Pierangeli] beguine / Solo tu [Only you] [con Carlo Pierangeli] - compl. G. Armand (Columbia CQ 3483)
- 1957 - Turin (Tsses la mia vita) (Testa - Chiappo) [con Carlo Pierangeli] slow mod. / Ciao Turin (Prato - Lampo) [con Carlo Pierangeli] - compl. G. Armand (Columbia CQ 3484)
- 1957 - Piemontesina (de Magistris - Clerici) [con Carlo Pierangeli] slow-tango / Pocionin (de Magistris - Clerici) [con Carlo Pierangeli] slow-tango - entrambe in piemontese - compl. G. Armand (Columbia CQ 3489)
- 1957 - Sciass, sciass, sciass (elab. Armand) valzer mod. [con Carlo Pierangeli] / Pocionin (de Magistris - Clerici) [con Carlo Pierangeli] slow-tango - entrambe in piemontese - compl. G. Armand (Columbia CQ 3489)
- 1957 - Me ideal (Carosio - Ferrero) canz. pop. piemontese [con Carlo Pierangeli] / La monferrina (rid. E. Carosio) celebre danza [con Carlo Pierangeli] - compl. G. Armand (Columbia CQ 3496)

### EP
- 1958 - Gianni Armand e il suo complesso - Ciao Turin n. 1 - Cantano Carlo Pierangeli e il Trio Aurora (Columbia SEMQ 40) Ciao Turin / sciass, sciass, sciass / Me ideal / La monferrina
- 1958 - Gianni Armand e il suo complesso - Ciao Turin n. 2 - Cantano Carlo Pierangeli e il Trio Aurora (Columbia SEMQ 41)  Buondì, mia Turin / Piemontesina / Turin (tsses la mia vita) / Pocionin
- 1959 - Gianni Armand e il suo complesso - Cantano Carlo Pierangeli e il Trio Aurora (Columbia SEMQ 119) Valle senza nome / Per 'na stra del borgh Vanchija / Adieu bel Berlandin / La canzone del Valentino

### CD
- Artisti vari - V Festival della canzone Italiana, Sanremo (Twilight Music, 2005) - Il Trio Aurora esegue dal vivo: Ci ciu ci cantava un usignol (con Natalino Otto) e Zucchero e pepe (con Bruno Rosettani)